# Nicolas Filleul
Nicolas Filleul (* 13. Januar 1537 in Rouen; † nach  1590) war ein französischer Schriftsteller.

## Leben und Werk
Nicolas Filleul de La Chesnaye war Lehrer am Collège d’Harcourt in Paris und wurde Almosenier (Hofkaplan) des Königs  Heinrich III. In Verbindung zur Pléiade trat er von 1560 bis 1573 mit Dichtung und Theaterstücken hervor, die in jüngster Zeit neu herausgegeben wurden. Im Schloss Gaillon, dem Sitz der Erzbischöfe von Rouen, wurden 5 seiner Werke vor König Karl IX. und der Königinmutter Katharina von Medici aufgeführt.

## Werke (Auswahl)

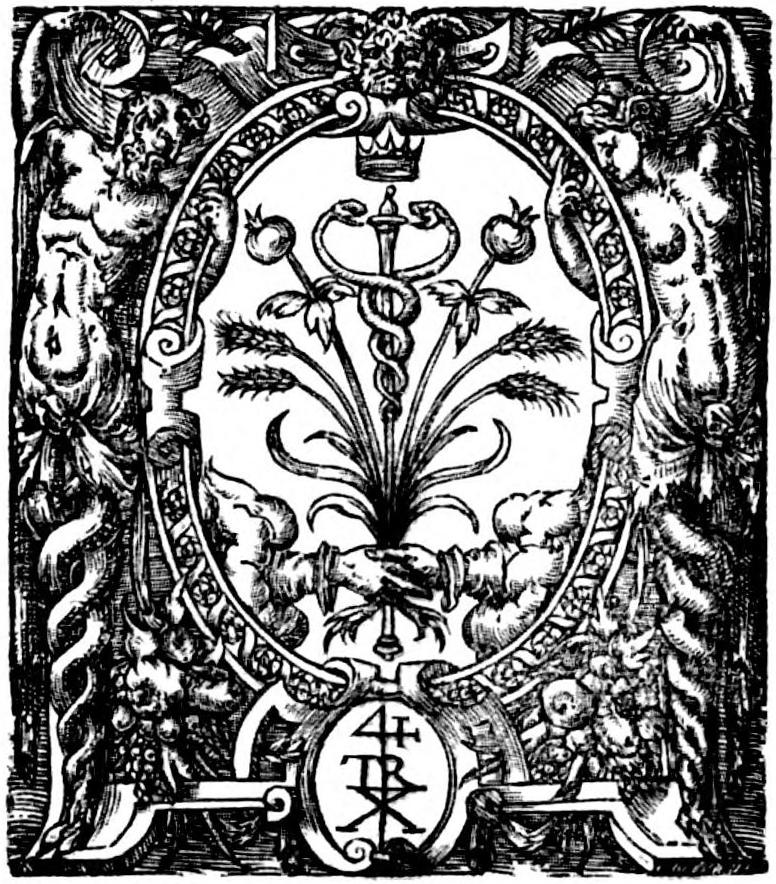
Achille von Nicolas Filleul, S. 1. (Exemplar der Bayerischen Staatsbibliothek)

- Le discours. 1560. Hrsg. David Hartley. E. Mellen Press, Lewinston 2005.
- Achille, tragédie françoise. 1563. In: La tragédie à l’époque d’Henri II et de Charles IX. Première série. Vol. 2, 1561–1566. Presses universitaires de France, Paris 1989.
- Lucrèce. 1566. In: Les théâtres de Gaillon. 1971, S. 57–114. Und in: La tragédie à l’époque d’Henri II et de Charles IX. Première série. Vol. 3, 1566–1567. Presses universitaires de France, Paris 1990.
- Les ombres. 1566. In: Les théâtres de Gaillon. 1971, S. 115–154.  Und in: La comédie à l’époque d’Henri II et de Charles IX. Première série. Vol. 9, 1566–1573. Presses universitaires de France, Paris 1997.
- Les théâtres de Gaillon. 1566. 1873. Hrsg. Françoise Joukovsky. Droz, Genf 1971.
- Le Voeu à la royne. 1568. Rouen 1877.
- La Couronne. A Henry le victorieux, roy de Pologne. Gabriel Buon, Paris 1573.